# 극장판 미소녀 전사 세일러문 코스모스
《극장판 미소녀 전사 세일러문 코스모스》(PRETTY GUARDIAN SAILOR MOON COSMOS THE MOVIE)는 일본에서 제작된 콘 치아키 감독의 2023년 애니메이션 영화이다.
이 영화는 전작인 이터널과 마찬가지로 전편과 후편으로 2개의 부문으로 구성되어 있다. 전편은 2023년 6월 9일에 개봉, 후편은 2023년 6월 30일에 개봉되었다.
2024년 6월 7일, 세일러 문 및 넷플릭스 공식 트위터를 통해 같은해 8월 22일 넷플릭스 공개 예정임을 밝혔다. 8월 22일 넷플릭스 채널에 공개되었다.

## 시놉시스
모든 것을 파괴하고, 우주를 지배하려는 조직 '섀도우 갤럭티카'의 마수에 동료들이 차례로 쓰러지자, 세일러 문이 이 새로운 적에 맞서 다시 싸움을 시작한다.
때로는 고독의 무게에 힘겨워도 고개를 들고 앞으로 나아가야 하는 세일러 문. 과연 사랑하는 사람들을 지켜낼 수 있을까? 이 싸움의 끝에는 무엇이 기다리고 있을까?
스스로 부여한 사명에 버거워하면서도 싸움을 이어가는 세일러 문과 함께 세일러 전사들의 마지막 이야기가 시작된다.